# Albert Watson
Albert Watson (Edimburgo, 1942) è un fotografo scozzese.
Dagli anni '70, ha pubblicizzato l'ottava arte attraverso spot pubblicitari (Gap, Levi Strauss & Co., Chanel), manifesti di film o copertine di Vogue, Rolling Stone o Time. Presenta, in uno stile caratteristico, le icone della moda, del rock, del cinema. Durante i suoi viaggi, produce anche fotografie di paesaggi, che sono anche esposti in tutto il mondo.

## Biografia
Albert Watson è con un occhio solo dalla nascita.
Studia dapprima grafica a Dundee, poi audiovisivo a Londra, dove inizia a interessarsi alla fotografia. Si è trasferito a Los Angeles nel 1970, prima di stabilirsi nel 1976 a New York, dove il suo lavoro è sempre più reclamato. 
Realizza ancora personalmente le sue stampe.
È, secondo Photo District News, tra i venti fotografi più influenti del mondo (con Annie Leibovitz, Nan Goldin e Irving Penn, in particolare).
Ha realizzato il Calendario Pirelli 2019.

## Pubblicazioni
- 2017 : KAOS, Taschen
- 2010 : Strip Search: Las Vegas, Albert Watson
- 2010 : UFO: Unified Fashion Objectives
- 2005 : The Vienna album
- 1998 : Maroc
- 1997 : Cyclops
- 1996 : Mad Dog

## Alcune immagini famose
- La fotografia di Kate Moss, nuda a Marrakech su una spiaggia il giorno del suo 18º compleanno.
- Il poster del film Kill Bill.
- Alfred Hitchcock che presenta nel 1973 un'oca piumata.
- Il ritratto di Steve Jobs per la rivista Fortune, nel 2006, ripresa per la biografia best seller del PDG: Steve Jobs.
- Il ritratto di Keith Richards sotto volute di fumo di sigaretta.